# Bakırköyspor
Bakırköyspor is een sportclub opgericht in 1949 te Bakırköy, een district van de provincie Istanbul, Turkije. De clubkleuren zijn groen en zwart. De thuisbasis van de voetbalclub is het Şenlikköy Stadion. Bakırköyspor heeft in de geschiedenis in totaal drie seizoenen in de Süper Lig gespeeld.

## Gespeelde divisies
- Süper Lig: 1990-1993
- 1. Lig: 1985-1990, 1993-2001
- 2. Lig: 1984-1985
- 3. Lig: 2001-2007

## Bekende (oud-)spelers
- Jarosław Araszkiewicz
- Xhevat Prekazi
- Piotr Nowak
- Orkun Usak
- Fatih Akyel
- Çağlar Birinci